# Krokodilklämma

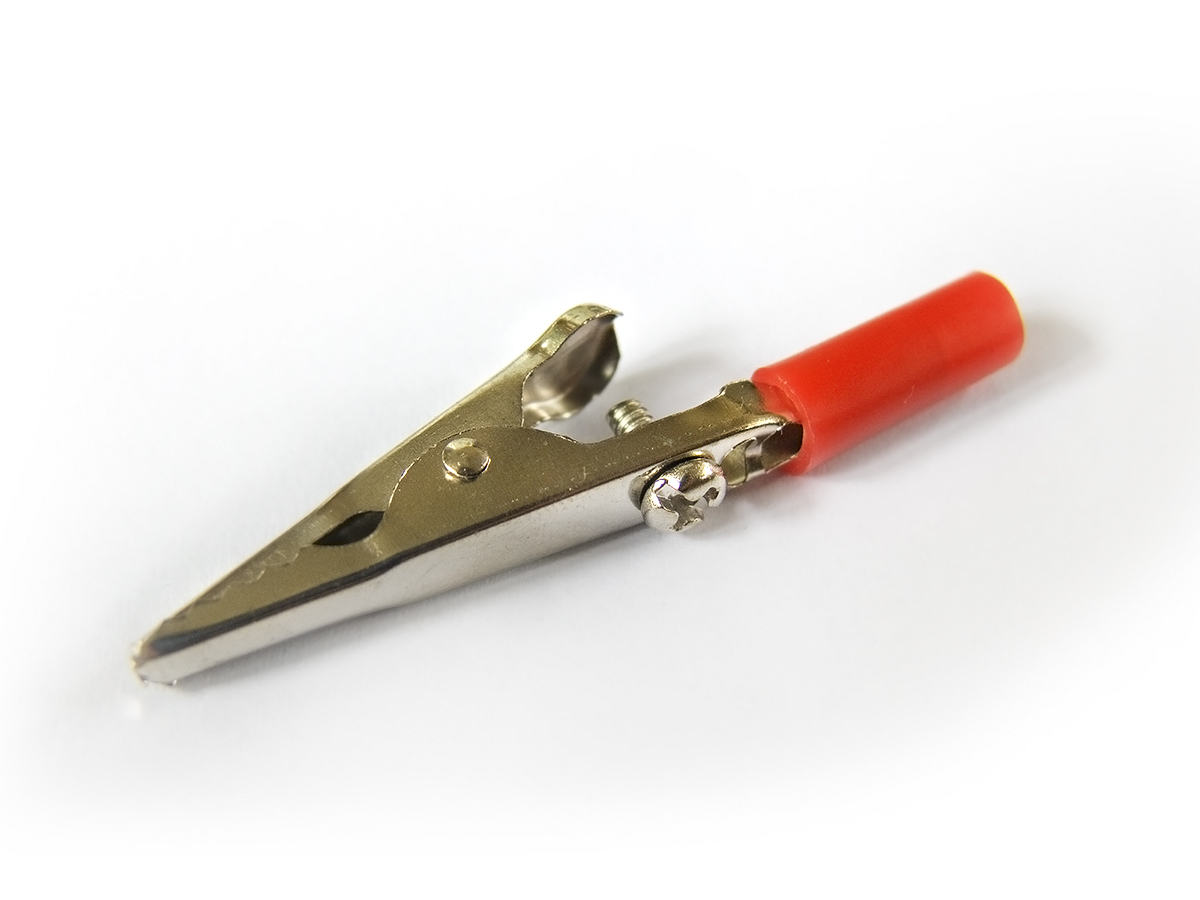
Standardklämma

Krokodilklämma (även alligatorklämma eller fjäderklämma) är en enkel mekanisk enhet för att skapa tillfällig elektrisk kontakt, och är namngiven för dess likhet med en alligators eller krokodilers käkar.  Funktionen är mycket likt en fjäderladdad klädnypa, klämmans avsmalnande, sågtandade käkar tvingas ihop med en fjäder för att greppa tag om ett objekt.